# Sciapus svenhedini
Sciapus svenhedini är en tvåvingeart som beskrevs av Octave Parent 1936. Sciapus svenhedini ingår i släktet Sciapus och familjen styltflugor. Inga underarter finns listade i Catalogue of Life.